# Daniel Auteuil
Daniel Auteuil (* 24. ledna 1950 Alžír) je francouzský divadelní a filmový herec a režisér, dvojnásobný držitel francouzské filmové ceny César.

## Život a kariéra

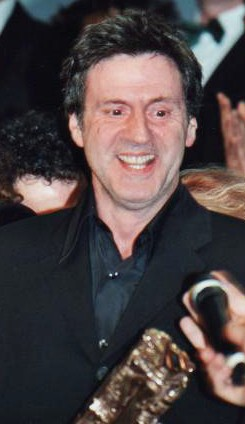
Daniel Auteuil během rozhovoru

Pochází z umělecké rodiny, oba jeho rodiče byli operní pěvci. Své dětství prožil ve francouzském Avignonu. Patrně pod vlivem svých rodičů se již od mládí chtěl stát hercem. Nicméně ke studiu na konzervatoři nebyl přijat.
První úspěch dosáhl v roce 1979, kdy obdržel svoji první uměleckou Cenu Gérarda Philipa, která je udělována začínajícím mladým hercům.
Ve filmu se objevuje od roku 1974, první větší úspěch mu přinesl film Agrese z roku 1975, v roce 1980 zaujal svojí roli ve snímku Nenapravitelní. Svoji první cenu César obdržel za snímek Manon od pramene z roku 1986.
Jeho první ženou byla Anne Joussetová, se kterou má dceru Nelly, druhou manželkou pak v letech 1993–1995 francouzská herečka Emmanuelle Béart. Z jejich desetiletého vztahu se narodila dcera Anne Jousset. Od roku 2006 je potřetí ženatý s korsickou sochařkou Aude Ambroggi, spolu mají v roce 2009 narozeného syna Zacharyho.
V posledních desetiletích patří k nejúspěšnějším a nejobsazovanějším francouzským divadelním a filmovým hercům. Na ocenění César byl nominován celkem dvanáctkrát.
Od roku 2011 se věnuje také filmové režii, jeho prvním filmem byl snímek Studnařova dcera.

## Filmografie (výběr)
- 1975: Agrese (L'Agression), režie Gérard Pirès
- 1979: Útěk do bezpečí (À nous deux), režie Claude Lelouch
- 1979: Disciplína musí bejt (Bête mais discipliné), režie Claude Zidi
- 1980: Nenapravitelní (Les Sous-doués), režie Claude Zidi
- 1980: Bankéřka (La Banquière), režie Francis Girod
- 1982: Prachy v prachu (Pour 100 briques t'as plus rien...), režie Édouard Molinaro
- 1982: Nenapravitelní na prázdninách (Les Sous-doués en vacances), režie Claude Zidi
- 1983: Práskač (L'Indic), režie Serge Leroy
- 1984: Asfaltové peklo (L'Arbalète), režie Sergio Gobbi
- 1985: Utajená láska (L'Amour en douce), režie Édouard Molinaro
- 1986: Manon od pramene (Manon des sources), režie Claude Berri
- 1986: Jean od Floretty (Jean de Florette), režie Claude Berri
- 1988: Několik dní se mnou (Quelques jours avec moi), režie Claude Sautet
- 1990: Lacenaire (Lacenaire), režie Francis Girod
- 1991: Můj život je peklo (Ma vie est un enfer), režie Josiane Balasko
- 1992: Srdce v zimě (Un cœur en hiver), režie Claude Sautet
- 1993: Mé oblíbené období (Ma saison préférée), režie André Téchiné
- 1994: La Séparation (La Séparation), režie Christian Vincent
- 1994: Královna Margot (La Reine Margot), režie Patrice Chéreau
- 1995: Francouzka (Une femme française), režie Régis Wargnier
- 1996: Osmý den (Le Huitième jour), režie Jaco van Dormael
- 1996: Jak tvrdí Pereira (Sostiene Pereira), režie Roberto Faenza
- 1996: Děti noci (Les Voleurs), režie André Téchiné
- 1997: Hrbáč (Le Bossu), režie Philippe de Broca
- 1997: Lucie Aubracová (Lucie Aubrac), režie Claude Berri
- 1999: Dívka na mostě (La Fille sur le pont), režie Patrice Leconte
- 2000: Markýz de Sade (Sade), režie Benoît Jacquot
- 2000: Prokletí ostrova Saint Pierre (La Veuve de Saint-Pierre), režie Patrice Leconte
- 2001: KOndoMEDIE (Le Placard), režie Francis Veber
- 2001: Vajont - šílenství mužů (Vajont - La diga del disonore), režie Renzo Martinelli
- 2002: Nepřítel (L'Adversaire), režie Nicole Garcia
- 2003: Až po vás (Après vous...), režie Pierre Salvadori
- 2004: Podivný zločin (Sotto falso nome), režie Roberto Andò
- 2004: Poldou na 24 hodin (Nos amis les flics), režie Bob Swaim
- 2004: Válka policajtů (36 Quai des Orfèvres), režie Olivier Marchal
- 2005: Jeden zůstává, druhý odchází (L'Un reste, l'autre part), režie Claude Berri
- 2005: Utajený (Caché), režie Michael Haneke
- 2006: Můj nejlepší přítel (Mon meilleur ami), režie Patrice Leconte
- 2006: Dablér (La Doublure), režie Francis Veber
- 2007: Rozhovory s mým zahradníkem (Dialogue avec mon jardinier), režie Jean Becker
- 2007: Druhý dech (Le Deuxième souffle), režie Alain Corneau
- 2008: MR 73 (MR73), režie Olivier Marchal
- 2009: Je l'aimais (Je l'aimais), režie Zabou Breitman
- 2010: Něco za něco (Donnant, donnant), režie Isabelle Mergault
- 2011: Studnařova dcera (La Fille du puisatier), režie Daniel Auteuil
- 2012: Snajpr (Le Guetteur), režie Michele Placido
- 2015: Naše ženy (Nose femmes), režie Richard Berry
- 2016: Zpovědi (Les Confessions), režie Roberto Andò
- 2016: Spravedlnost pro mou dceru (Au nom de ma fille), režie Vincent Garenq
- 2017: Zaujetí (Le Brio), režie Yvan Attal
- 2019: Tenkrát podruhé (La Belle Époque), režie Nicolas Bedos

## Ocenění

### César
Ocenění
- 1987: César pro nejlepšího herce ve vedlejší roli za filmy Jean od Floretty a Manon od pramene
- 2000: César pro nejlepšího herce za film Dívka na mostě

Nominace

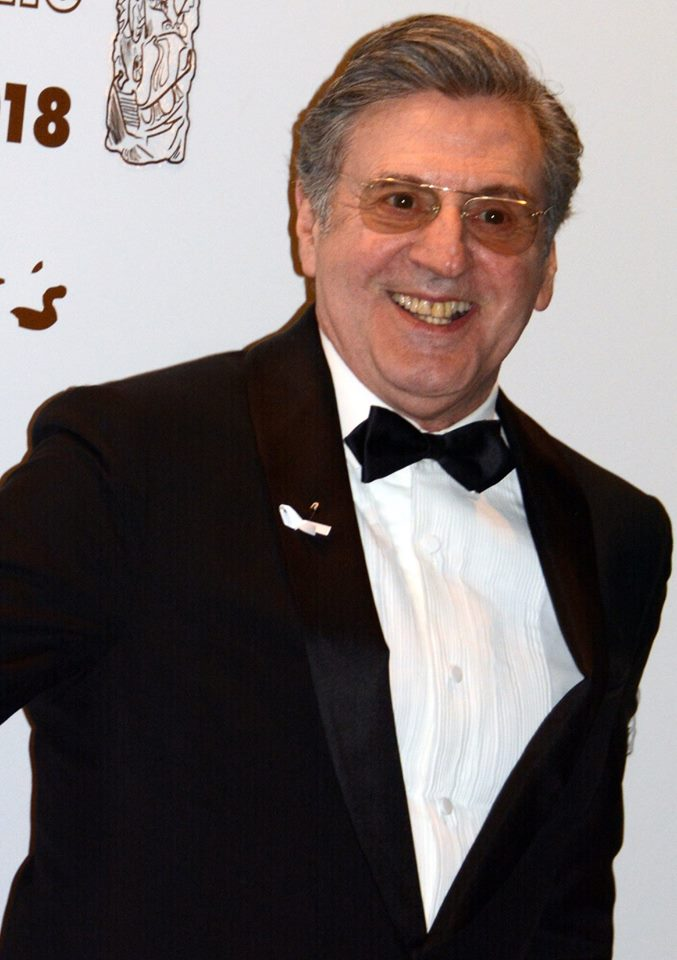
Daniel Auteuil na udílení Césarů 2018

- 1989: César pro nejlepšího herce za film Několik dní se mnou
- 1991: César pro nejlepšího herce za film Lacenaire
- 1993: César pro nejlepšího herce za film Srdce v zimě
- 1994: César pro nejlepšího herce za film Mé oblíbené období
- 1995: César pro nejlepšího herce za film La Séparation
- 1997: César pro nejlepšího herce za film Osmý den
- 1998: César pro nejlepšího herce za film Hrbáč
- 2003: César pro nejlepšího herce za film Nepřítel
- 2004: César pro nejlepšího herce za film Až po vás
- 2005: César pro nejlepšího herce za film Válka policajtů

### Molièrova cena
Nominace
- 1988: Molièrova cena pro herce za představení La Double Inconstance
- 1991: Molièrova cena pro herce za představení Les Fourberies de Scapin

### Jiná ocenění
- 1985: Filmová cena Britské akademie pro nejlepšího herce za film Jean od Floretty
- 1993: Evropská filmová cena pro nejlepšího herce za film Srdce v zimě
- 2005: Evropská filmová cena pro nejlepšího herce za film Utajený